# Euphorbia abyssinica
Euphorbia abyssinica là một loài thực vật có hoa trong họ Đại kích. Loài này được J.F.Gmel. mô tả khoa học đầu tiên năm 1791.

## Hình ảnh

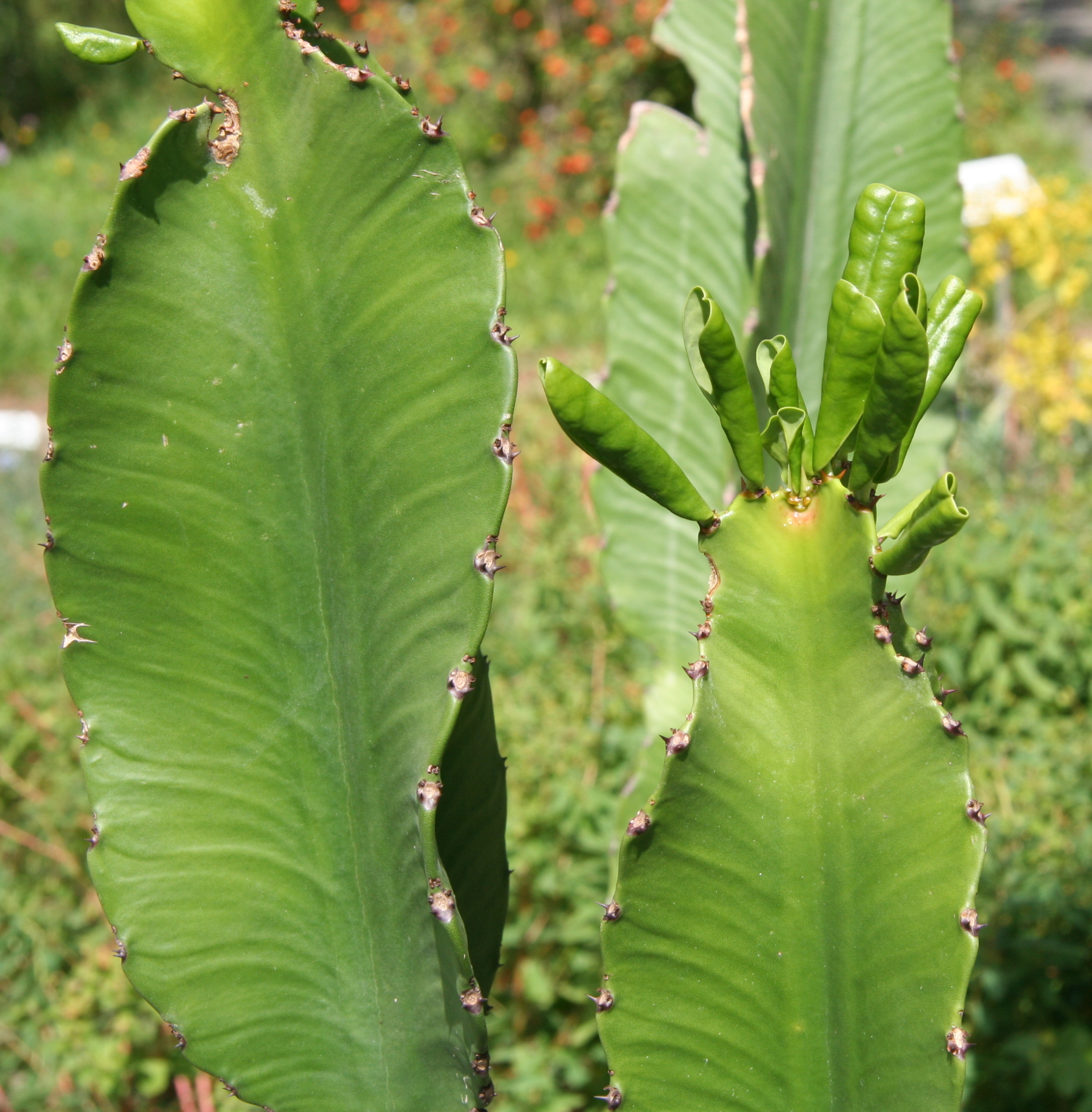
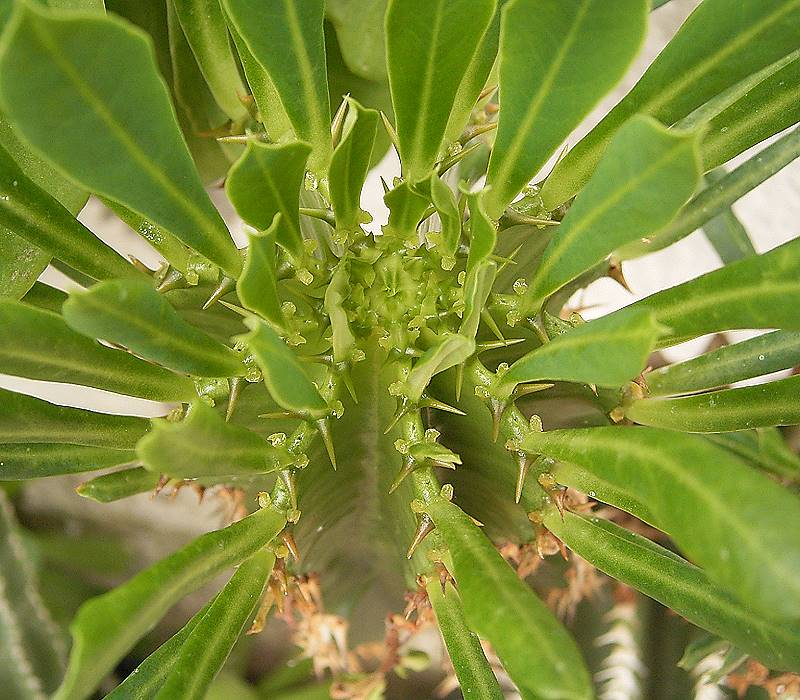
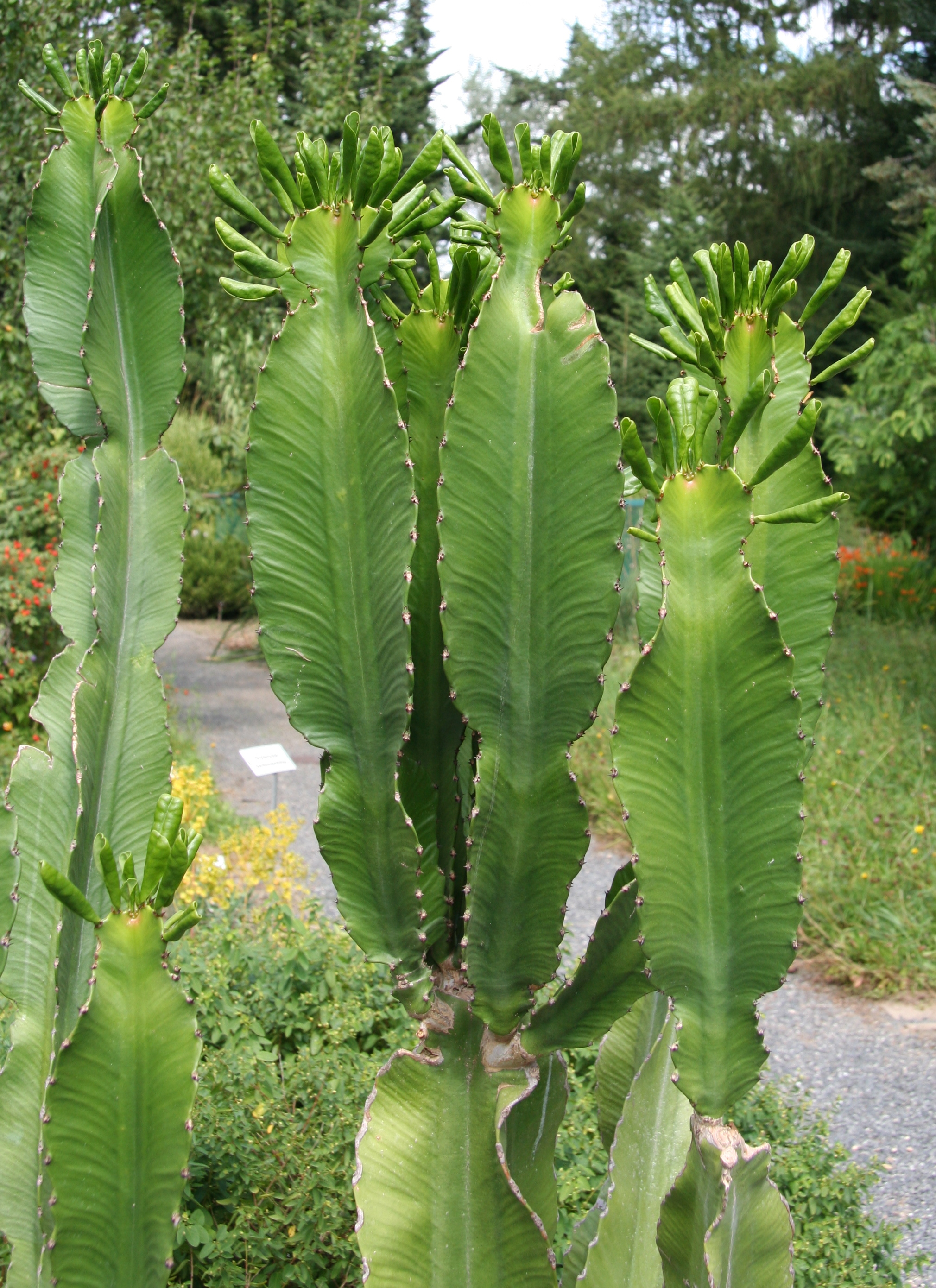
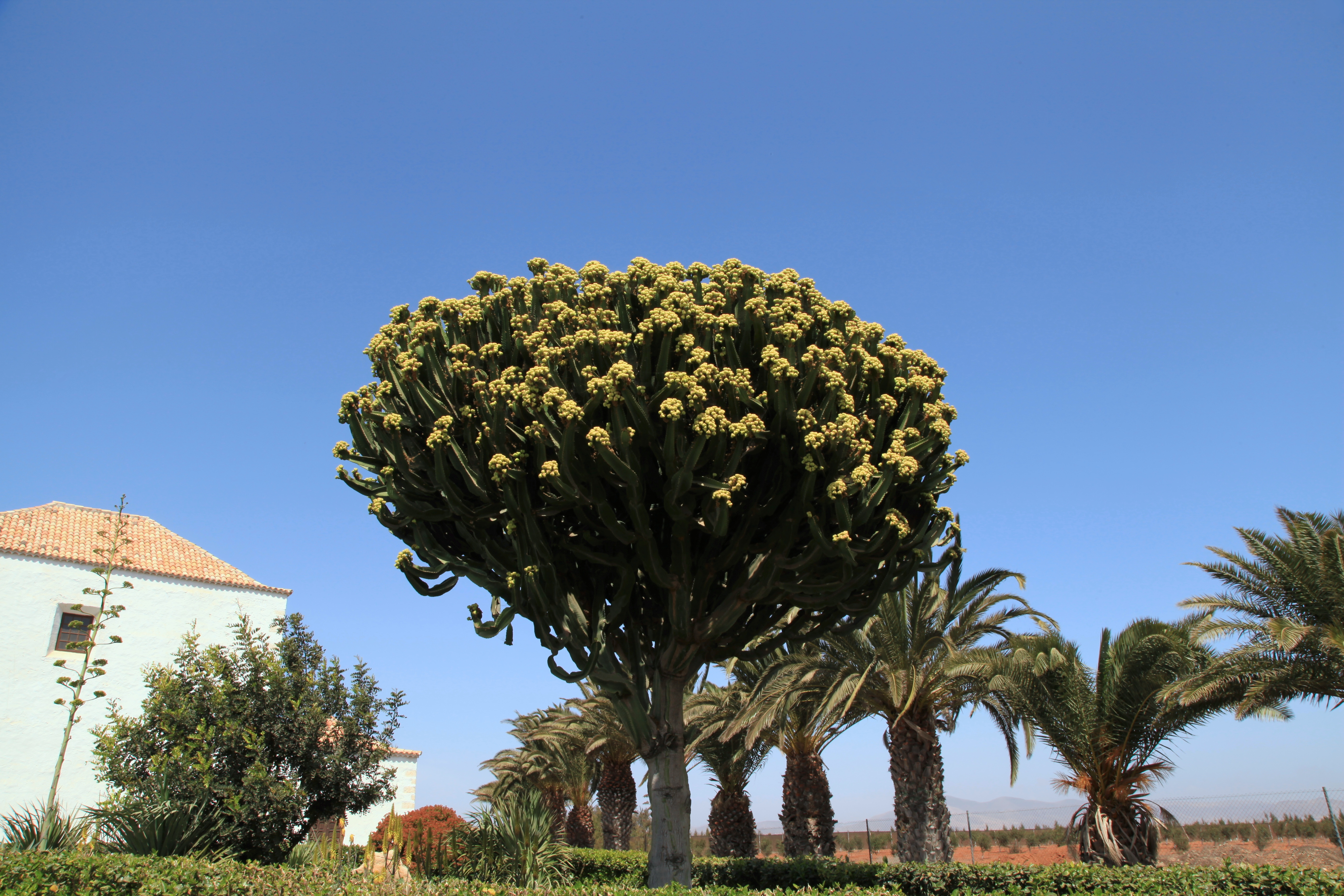